# William M. Gwin
William McKendree Gwin (ur. 9 października 1805 w Gallatin, zm. 3 września 1885 w Nowym Jorku) – amerykański polityk, członek Partii Demokratycznej.

## Działalność polityczna
Od 4 marca 1841 do 3 marca 1843 zasiadał w 27. Kongresie Stanów Zjednoczonych będąc reprezentantem stanu Missisipi w Izbie Reprezentantów Stanów Zjednoczonych. W okresie od 10 września 1850 do 3 marca 1855 i następnie po dwuletnim wakacie od 13 stycznia 1857 do 3 marca 1861 był senatorem Stanów Zjednoczonych z Kalifornii (3. Klasa).